# Hernán Galo González Inostroza
Hernán Galo González Inostroza (5 de noviembre de 1947) fue un empleado y militante del MIR que fue detenido por agentes de la DINA el 15 de agosto de 1974, junto a su hermana María Elena González Inostroza. Los nombres de ambos hermanos forman parte de la Operación Colombo. Tenía 26 años a la fecha de la detención, es uno de los detenidos desaparecidos de la dictadura militar en Chile.  

## Unos hermanos son detenidos por la DINA
Hernán Galo González Inostroza, nació el 5 de noviembre de 1947 en Chillán. Era uno de los cuatro hijos de Alicia Inostroza Suárez y  Reinaldo González. Trabajó como empleado en la empresa IANSA. Cuando ocurre el golpe militar el 11 de septiembre de 1973, él junto a su hermana, la profesora María Elena González Inostroza, comenzaron a vivir en la clandestinidad. Ambos hermanos eran militantes del MIR.
El día 15 de agosto de 1974, agentes de la agentes de la Dirección de Inteligencia Nacional detuvieron  a Hernán Galo González, su hermana María Elena González Inostroza además de Ricardo Troncoso Muñoz y Elsa Victoria Leuthner Muñoz, en un domicilio en el centro de Santiago. Los cuatro detenidos fueron llevados a los centros de detención ilegal de Londres 38, Tres Álamos y Cuatro Álamos.
Erika Hennings  ex presa política del recinto de Londres 38, recuerda haber escuchado en la “lista diaria” pasada por el jefe de guardia a los hermanos Hernán González Inostroza y María Elena González Inostroza, a quienes los conocía  con anterioridad.

## Operación Colombo
Meses después de la desaparición de los hermanos González Inostroza, sus nombres fueron incluidos en la nómina que publicó el diario brasileño "O'DIA" y la revista argentina “VEA”, que reprodujeron medios nacionales el 25 de julio de 1974, dando cuenta de supuestos enfrentamientos y en los cuales habrían muerto 119 chilenos. Ambas publicaciones fueron un montaje, los nombres que componían esta lista, corresponden todos a personas que fueron detenidas por la dictadura y que continúan desaparecidas. Los hermanos González Inostroza fueron parte del listado de 119 chilenos que son aparecieron en el montaje comunicacional denominado Operación Colombo.

## Proceso judicial en dictadura
Alicia Inostroza, en la búsqueda de sus hijos, recorrió diversos centros de detención en Santiago y provincias. Ella interpuso un recurso de amparo por los hermanos detenidos en la Corte de Apelaciones de Santiago con Rol 987-74, presentado el 26 de agosto de 1974  a favor de Hernán Galo González Inostroza, y de su hermana María Elena González  Inostroza. Esta petición fue denegada el 2 de  junio de 1975. Luego se presentó una denuncia por arresto ilegal ante el Primer Juzgado del Crimen de Santiago, el 11 de agosto de 1975, a favor de los dos hermanos. Este proceso fue tramitado con el Rol 107.254, proceso que fue sobreseído temporalmente el 26 de diciembre  de 1975.

## Informe Rettig
Familiares de Hernán Galo González Inostroza  presentaron su caso ante la Comisión Rettig, Comisión de Verdad que tuvo la misión de calificar casos de detenidos desaparecidos y ejecutados durante la dictadura. Sobre el caso de Hernán Galo González Inostroza, el Informe Rettig señaló que:

“El 15 de agosto de 1974 fue detenido por agentes de la DINA en su domicilio de la comuna de Conchalí el militante del MIR Álvaro Miguel BARRIOS DUQUE.
Ese mismo día fueron detenidos en su domicilio del centro de Santiago Hernán Galo GONZALEZ INOSTROZA y su hermana Hernán Galo GONZALEZ INOSTROZA, ambos militantes del MIR.
Hay testimonios de la presencia de los detenidos en el recinto de Londres N° 38; en el caso de los hermanos González Inostroza hay testigos de que fueron trasladados a Cuatro Álamos desde donde desaparecen en poder de la DINA.
La Comisión está convencida de que estas tres personas desaparecieron por acción de agentes del Estado, quienes violaron así sus derechos humanos”.

## Proceso judicial en democracia
El proceso por la detención y desaparición de los hermanos González Inostroza fue investigado por el ministro de la Corte de Apelaciones de Santiago, Joaquín Billard, quién el 29 de abril de 2004, condenó a cuatro exagentes de la DINA: Miguel Krassnoff Martchenko, Marcelo Moren Brito, Basclay Zapata Reyes y Osvaldo Romo Mena, a la pena de diez años de prisión  por su responsabilidad en calidad de autores del delito de secuestro calificado de Ricardo Aurelio Troncoso Muñoz, Hernán Galo González Inostroza, María Elena González Inostroza y Elsa Victoria Leuthner Muñoz. 
Según los antecedentes recopilados en la etapa de investigación, el magistrado dio por acreditado: "Que el día 15 de agosto de 1974, Ricardo Aurelio Troncoso Muñoz, Hernán Galo González Inostroza, Hernán Galo González Inostroza y Elsa Victoria Leuthner Muñoz, fueron detenidos en el domicilio ubicado en calle Bueras 175, por agentes de la Dirección de Inteligencia Nacional, desconociéndose desde esa fecha su actual paradero;  
b) Que a los señalados Ricardo Aurelio Troncoso Muñoz, Hernán Galo González Inostroza, María Elena González Inostroza y Elsa Victoria Leuthner Muñoz, desde el día 15 de agosto de 1974, se les mantuvo privados de libertad sin orden administrativa o judicial que la justificare, en los centros de detención ilegal denominados en Londres N° 38, Tres Álamos y Cuatro Álamos”.
El 2 de junio de 2006 la Corte de Apelaciones de Santiago ratificó la sentencia de primera instancia dictada por el ministro Joaquín Billard por la detención y desaparición de Hernán Galo González Inostroza y otros tres militantes de izquierda. La Corte  ratificó las condenas de prisión para 4 exagentes de la DINA: Miguel Krassnoff Martchenko, Marcelo Luis Manuel Moren Brito, Basclay Humberto Zapata Reyes y Osvaldo Enrique Romo Mena, a la pena de diez años de prisión  por su responsabilidad como autores del delito de secuestro calificado de Ricardo Aurelio Troncoso Muñoz, Hernán Galo González Inostroza, María Elena González Inostroza y Elsa Victoria Leuthner Muñoz.
La Corte Suprema, el 10 de abril del 2007, ratificó la sentencia dictada por el magistrado Joaquín Billard, y que no había sido modificada por la Corte de Apelaciones de Santiago. Aplicando el criterio de acoger los Convenios de Ginebra para los casos de violaciones a los derechos humanos cometidos en la dictadura y desestimando la amnistía y la prescripción. La Sala Penal de la Corte Suprema ratificó las condenas de prisión para 4 exagentes de la DINA: Miguel Krassnoff Martchenko, Marcelo Moren Brito, Basclay Zapata Reyes y Osvaldo Romo Mena, a la pena de diez años de prisión  por su responsabilidad como autores del delito de secuestro calificado de Ricardo Aurelio Troncoso Muñoz, María Elena González Inostroza, Hernán Galo González Inostroza y Elsa Victoria Leuthner Muñoz. La Corte Suprema para fundamentar la aplicación de los Convenios de Ginebra señaló que: "si valiéndose de la superioridad de la fuerza se consagró un estado de guerra para facilitar la lucha contra los que se oponían al gobierno militar, hay que estarse también a las consecuencias que se siguen de haber vulnerado la normativa que regulan los conflictos bélicos en relación con el tratamiento de los combatientes, a los que ya no se podía considerar como delincuentes comunes y, mucho menos, hacer víctima de represiones brutales como aquella de que dan cuenta los antecedentes de este proceso”.